# ルオン・トンギーク
ルオン・クク・トンギーク（Ruon Kuk Tongyik、1996年12月28日 - ）は、オーストラリアと南スーダンのサッカー選手。オーストラリア代表。ポジションはDF。

## クラブ歴
現在の南スーダンに生まれ、3歳の時にオーストラリアへの移住のための手続きが満了するまでの仮住まいとしてエチオピアに親族と居住した。2003年、6歳の時にオーストラリアに移住した。
2013年にアデレード・オリンピックFCで選手として出場し、翌年にアデレード・ユナイテッドFCに移籍。2016年にはクラブの年間最優秀若手選手に選ばれた。
同年7月に2年契約でメルボルン・シティFCに完全移籍。12月9日に移籍後初出場。
2018年5月3日にウェスタン・シドニー・ワンダラーズFCに加入 。2019年1月に放出された。
同年2月6日にブリスベン・ロアーFCに半年契約で加入。
同年5月にセントラルコースト・マリナーズFCに2年契約で加入。
2022年、ウェスタン・シドニー・ワンダラーズFCに2年契約で復帰。

## 代表歴
オーストラリアU-23代表としてAFC U-23選手権2018に参加した。
2019年9月に南スーダン代表に招集されたが、出場は無かった。
2021年5月にオーストラリア代表初招集を受けた。6月7日の2022 FIFAワールドカップ・アジア2次予選・台湾代表戦で代表初出場を記録した。
同月末には東京オリンピックのU-24代表メンバーに選出されたが、メンバーが18人から22人に増えた事に関って7月5日にジェイ・リッチ＝バグエルに替えられた。